# Fronrod
Fronrod ist eine Wüstung in der Gemeinde Sinntal im Main-Kinzig-Kreis.
Fronrod liegt in der Gemarkung Oberzell zwischen Oberzell und Schwarzenfels. Historisch gehörte der Ort zunächst zum Gericht Altengronau, das 1333 als Reichslehen aus einer Erbschaft vom Haus Rieneck an die Herrschaft Hanau kam. Aus dem Gericht entstand im 15. Jahrhundert das Amt Schwarzenfels der Grafschaft Hanau, ab 1459: Grafschaft Hanau-Münzenberg.